# Magnetometr torsyjny
Magnetometr torsyjny – urządzenie laboratoryjne do badania właściwości magnetycznych materii (magnetometr), w szczególności anizotropii magnetokrystalicznej. Zasad działania urządzenia opiera się na pomiarze momentu siły, jaki powstaje, gdy próbkę umieścimy w jednorodnym polu magnetycznym.

## Zasada działania
Próbka posiadająca moment magnetyczny {\displaystyle {\vec {m}}} w stałym polu magnetycznym {\displaystyle \mu _{0}{\vec {H}}} będzie się obracać pod wpływem momentu siły {\displaystyle {\overrightarrow {\tau }},} tak żeby kierunek momentu magnetycznego pokrył się z kierunkiem pola magnetycznego, co można opisać równaniem:
{\displaystyle {\overrightarrow {\tau }}={\vec {m}}\times \mu _{0}{\vec {H}}.}
Zatem mierząc moment siły działający na próbkę, można wyznaczyć moment magnetyczny próbki. W zależności od zastosowanej metody pomiary momentu siły, czułość urządzenia może być rzędu 10−13 Nm.
Pierwsze doniesienia o wykorzystaniu magnetometru torsyjnego znajdują się w pracy Pierre’a Weissa z 1905 roku.
Urządzenie w odróżnieniu od innych magnetometrów mierzy moment siły, a nie magnetyzację.
Podstawowym elementem magnetometru torsyjnego jest dźwignia, do której mocuję się próbkę, oraz magnes będący źródłem pola magnetycznego. Moment siły powoduje skręcenie lub ugięcie dźwigni. Ze względu na sposób pomiaru momentu siły wyróżnia się następujące rodzaje magnetometrów torsyjnych:
- optyczny – gdzie skręcenie dźwigni rejestruje się za pomocą układu optycznego,
- pojemnościowy – odkształcenie dźwigni powoduje zmianę odległości pomiędzy okładkami kondensatora,
- piezoelektryczny – wygięcie dźwigni rejestrowane jest przez piezoelement.

Współczesne, komercyjnie dostępne magnetometry torsyjne pozwalają na pomiary w szerokim zakresie temperatur i pól magnetycznych. Za pomocą magnetometru torsyjnego można wyznaczyć stałe anizotropii, namagnesowanie, czy pętle histerezy. Magnetometr torsyjny pozwala na obserwacje zjawiska de Haasa-van Alphena. Czułość magnetometru torsyjnego (rzędu 10−12 Am−2) jest porównywalna z czułością SQUID.